# A férfi, aki sasokkal álmodott
A férfi, aki sasokkal álmodott (eredeti cím: L'uomo che sognava con le aquile) 2005-ben bemutatott olasz filmdráma, főszereplője Terence Hill. A film rendezője Vittorio Sindoni, producere Alessandro Jacchia. A forgatókönyvet Salvatore Basile írta, a zenéjét Guy Farley szerezte. A tévéfilm az Albatross Entertainment Spa gyártásában készült, a RaiTrade forgalmazásában jelent meg. 
Olaszországban 2006 januárjában a RaiTrade műsorán, Magyarországon 2008 márciusában a M1-en vetítették a televízióban.

## Történet
Rocco Venturának (Terence Hill) súlyos adósságokkal terhelt birtoka van Calidoniában. Ventura a farmon birkákat és kecskéket tenyészt, majd azokból sajtot készít. A környék polgármestere egy nagyszabású fejlesztési tervet készít, amelyben szerepel egy hatalmas szálloda és pihenőpark is, amit Rocco birtokán szeretnének felépíteni. Az ígéretek szerint ez majd öregbíti Calidonia hírnevét és új munkahelyeket teremt. A tervnek egyetlen dolog áll útjában, a Ventura birtok, ugyanis Rocco nem akarja eladni, ezért szembekerül a polgármesterrel, akinek beteg unokaöccse, Roberto és sógornője, Giulia beköltözik Rocco szomszédságába. Robertót az egész család félti, de ezzel állandóan stresszben tartják a fiút, ami akadályozza végleges gyógyulását. Rocco és Roberto között barátság szövődik, és a magányos férfi védi, oltalmazza beteg barátját. Eközben Roberto családja minden eszközzel meg akarja szerezni a Ventura birtokot.

## Szereplők
| Szereplő                          | Színész           | Magyar hang     |
| --------------------------------- | ----------------- | --------------- |
| Rocco Ventura                     | Terence Hill      | Ujréti László   |
| Giulia Spadafora                  | Michelle Bonev    | Kéri Kitty      |
| Roberto Spadafora                 | Mattia Cicinelli  | Penke Bence     |
| Polgármester                      | Andrea Tidona     | Rosta Sándor    |
| Ferdinando Spadafora              | Alberto Molinari  | Fazekas István  |
| Zagari                            | Pierluigi Misasi  | Csuha Lajos     |
| Boltos nő                         | Anita Zagaria     | Nyakó Júlia     |
| Isabella                          | Stefania Bogo     | Pálfi Kata      |
| Filomena, Spadafora házvezetőnője | Mariolina De Fano | Várnagy Kati    |
| Valenti doktor                    | Antonio Faa       | Szatmári Attila |

## Stáb
- Rendező: Vittorio Sindoni
- Forgatókönyvíró: Salvatore Basile, Umberto Marino, Elisabetta Zincone
- Zeneszerző: Guy Farley
- Alapötlet szerző: Alessandro Jacchia
- Jelmeztervező: Enrico Serafini
- Producer: Alessandro Jacchia
- Látványtervező: Enrico Serafini
- Vágó: Jenny Loutfy
- Szereposztás: Adriana Sabbatini